# Champagne Châlons Reims Basket
O Champagne Châlons-Reims Basket é um clube profissional de basquetebol sediado na cidade de Châlons-en-Champagne, França que atualmente disputa a Liga Francesa. Foi fundado em 2010 e manda seus jogos no Complexe René-Tys em Reims com capacidade para 2.800 espectadores e no Palais des Sports Pierre de Coubertin em Châlons-en-Champagne com capacidade para 2.791 espectadores.